# Laureano Eleuterio Gómez Castro
Laureano Eluetrio Gómez Castro (ur. 20 lutego 1889 w Bogocie, zm. 13 lipca 1965 tamże) – prezydent Kolumbii w latach 1950-1953.

## Życiorys
Ukończył się studia inżynieryjne, szybko jednak poświęcił się działalności politycznej i w 1932 roku stanął na czele partii konserwatywnej. Był gorącym zwolennikiem rządów autorytarnych, z uznaniem odnosił się do faszystowskich systemów. Kilkakrotnie z powodu swojej działalności politycznej musiał udawać się na emigrację. W 1946 roku w Kolumbii przejęli władzę konserwatyści i Gómez objął w nowym rządzie stanowisko ministra spraw zagranicznych. Niemniej wkrótce potem oskarżony został o udział w zamachu na życie przywódcy liberałów i zmuszony do udania się na emigrację. Do Kolumbii wrócił w 1950 roku. Przeprowadzone wówczas w warunkach stanu wyjątkowego wybory zapewniły mu urząd prezydenta. Sprawował represyjne rządy, wprowadził cenzurę prasy i prześladował przeciwników politycznych. Polityka ta doprowadziła do wybuchu powstania chłopskiego. W 1953 roku Gómez został zmuszony do rezygnacji ze stanowiska i udania się na emigrację do frankistowskiej Hiszpanii. Jednak następca Gómeza – Gustavo Rojas Pinilla rządził jeszcze brutalniej od niego. W 1957 roku Gómez powrócił do Kolumbii, doprowadzając we współpracy z liberałami do wyboru prezydenta Alberto Lleras Camargo. Odznaczony Krzyżem Wielkim Orderu Izabeli Katolickiej. Zmarł w Bogocie w 1965 roku.